# Sorkifalud
Sorkifalud é um município da Hungria, situado no condado de Vas. Tem 17,37 km² de área e sua população em 2015 foi estimada em 655 habitantes.